# مارسلو ویدال
مارسلو ویدال (انگلیسی: Marcelo Vidal؛ زادهٔ ۱۵ ژانویهٔ ۱۹۹۱) بازیکن فوتبال اهل آرژانتین است.
از باشگاه‌هایی که در آن بازی کرده‌است می‌توان به باشگاه فوتبال بلومینگ اشاره کرد.